# 宍戸元礼
宍戸 元礼（ししど もとあや、文化5年8月19日（1808年10月8日） - 慶応3年12月27日（1868年1月21日））は、長州藩士。毛利家家臣。宍戸家第23代当主。
父は福原房純。義兄に一時期房純の養子となっていた福原房昌こと毛利斉元、兄に福原熙賢がいる。母は宍戸就年の娘。養父は伯父の宍戸親朝。正室は二条斉敬の落胤とされる寛斎の娘。子は宍戸親基、福原親俊室。幼名雄五郎。通称は孫四郎。初名は延良（のぶよし）。

## 生涯
文化5年（1808年）長州藩家老福原房純の次男として生まれる。天保2年（1831年）母方の伯父宍戸親朝が没し、前藩主毛利斉熙の命によりその遺跡を相続、かつて父・房純の養子となり毛利家に戻されて藩主となっていた毛利斉元より偏諱を賜って元礼に改名する（※藩主は斉元だが、この頃は斉熙が隠居中で実権を握っていた）。弘化元年（1844年）二の郭警衛惣奉行となり長門沿岸の海防を担当する。弘化3年（1846年）郷校徳修館の聖廟を新築する。安政2年（1855年）隠居して家督を嫡男親基に譲る。慶応3年（1867年）12月27日死去。享年60。